# کاشال پال سینگ
کاشال پال سینگ (انگلیسی: Kushal Pal Singh؛ زادهٔ ۱۵ نوامبر ۱۹۳۱) کارآفرین، سرمایه‌دار و مدیر ارشد اجرایی اهل هند است، که هم‌اکنون بعنوان مدیرعامل شرکت دی‌ال‌اف فعالیت می‌کند.